# Mads Mikkelsen
Mads Dittmann Mikkelsen (ur. 22 listopada 1965 w Østerbro w Kopenhadze) – duński aktor filmowy, który wystąpił m.in. w filmach Casino Royale, Kochanek królowej, Doktor Strange i Na rauszu.

## Życiorys

### Wczesne lata
Urodził się jako młodszy syn Bente Christiansen, pielęgniarki, i Henninga Mikkelsena, kasjera bankowego i przedstawiciela związku zawodowego. Ma starszego brata Larsa (ur. 6 maja 1964), który został także aktorem. W 1996 roku ukończył Århus Theatre School. Zanim rozpoczął karierę aktorską, był przez osiem lat zawodowym tancerzem.

### Kariera
Po występie w dwóch filmach krótkometrażowych – Café Hector (1996) i Blomsterfangen (1996), zadebiutował na dużym ekranie rolą Tonny'ego dealera narkotykowego-skina w dramacie kryminalnym Dealer (Pusher, 1996), który miał swoją kontynuację Dealer II – Krew na rękach (Pusher II, 2004) i przyniósł mu na festiwalu filmowym w Kopenhadze dwie duńskie nagrody – Bodil i Robert.
Po serii małych ról i epizodów, zyskał uznanie w takich filmach jak czarna komedia Błyskające światła (Blinkende lygter, 2000) i melodramat Raz na wozie, raz pod wozem (En Kort en lang, 2001). Za postać Nielsa w dramacie Księga Diny (I Am Dina, 2002) u boku Gérarda Depardieu i Christophera Ecclestona zdobył pozytywne recenzje, zarówno w swojej ojczyźnie jak i na arenie międzynarodowej. W filmie przygodowym Król Artur (King Arthur, 2004) z udziałem Clive’a Owena, Keiry Knightley, Tila Schweigera, Ioana Gruffudda i Hugh Dancy pojawił się jako rycerz króla Artura – Tristan. Wziął udział w reklamie kolekcji ubrań H&M. W czarnej komedii Jabłka Adama (Adams æbler, 2005) zagrał ekscentrycznego pastora Ivana. Światową sławę zawdzięcza kreacji Le Chiffre, hazardzisty działającego na zlecenie terrorystów w filmie Casino Royale (2006).
Za rolę lokalnego nauczyciela niesłusznie podejrzanego o pedofilię w dramacie Thomasa Vinterberga Polowanie (Jagten, 2012) na 65. MFF w Cannes otrzymał nagrodę za pierwszoplanową rolę męską oraz duńską nagrodę Bodil.
Zasiadał w jury konkursu głównego na 69. MFF w Cannes (2016).
W 2020 roku Europejska Akademia Filmowa nagrodziła go statuetką dla najlepszego aktora roku za rolę w filmie Thomasa Vinterberga Na rauszu.

## Życie prywatne
Od 1987 spotykał się z choreografką Hanne Jacobsen (ur. 13 stycznia 1961), którą poślubił w dniu 2 grudnia 2000. Mają dwoje dzieci: córkę Violę i syna Carla.

## Odznaczenia
- 2010 – Krzyż Kawalerski Orderu Danebroga (Dania)[5]
- 2016 – Krzyż Kawalerski Orderu Sztuki i Literatury (Francja)[6]

## Filmografia
- Blomsterfangen (1996) jako Max
- Café Hector  (1996) jako Anders
- Dealer (Pusher, 1996) jako Tonny
- Vild spor (1998) jako Jimmy
- Nattens engel (1998) jako Ronnie
- Bleeder (1999) jako Lenny
- Bag om filmen 'Bleeder' (1999) jako on sam / Lenny (zdjęcia archiwalne)
- Migające światła (Blinkende lygter, 2000) jako Arne
- Rejseholdet (2000–2004) jako Allan Fisher
- En Kort en lang (2001) jako Jacob
- Stjerner i manegen (2001) jako on sam
- Monas verden (2001) jako Casper
- Księga Diny (I Am Dina, 2002) jako Niels
- Wilbur chce się zabić (Wilbur Wants to Kill Himself, 2002) jako doktor Horst
- Otwarte serca (Elsker dig for evigt, 2002) jako Niels
- Torremolinos 73 (2003) jako Magnus
- Zieloni rzeźnicy (Grønne slagtere, De, 2003) jako Svend
- Dykkerdrengen (2003)
- Nu (2003) jako młody Jakob
- Król Artur (King Arthur, 2004) jako Tristan
- Pusher II – Krew na rękach (Pusher II, 2004) jako Tonny
- Julie (2005) jako ojciec Julie
- Jabłka Adama (Adams æbler, 2005) jako Ivan
- Casino Royale (2006) jako Le Chiffre
- Exit (2006) jako Pontus
- Tuż po weselu (2006) jako Jacob
- Praga (Prag, 2006) jako Christoffer
- Płomień i Cytryna (Flammen & Citronen, 2008) jako Citronen
- Drzwi (Die Tür, 2009) jako David Andernach
- Chanel i Strawiński (Coco Chanel & Igor Stravinsky, 2009) jako Igor Strawinski
- Valhalla: Mroczny wojownik (2009) jako Jednooki
- Starcie tytanów (The Clash of Titans, 2010) jako Draco
- Kometa nad Doliną Muminków (2010) jako Ryjek (głos)
- Trzej muszkieterowie (The Three Muskeeters), (2011) jako Rochefort
- Kochanek królowej (Kongelig Affaere, En), (2012) jako Struensee
- Polowanie (Jagten, 2012) jako Lucas
- Michael Kohlhaas (2013) jako Michael Kohlhaas
- Hannibal (2013) jako dr Hannibal Lecter
- Wybawiciel (The Salvation, 2014) jako duński emigrant Jon
- Doktor Strange (2016) jako Kaecilius
- Łotr 1. Gwiezdne wojny – historie (2016) jako Galen Erso
- Arktyka (2018) jako Overgård
- Polar (2019) jako Duncan Vizla
- Na rauszu (2020) jako Martin
- Jeźdźcy sprawiedliwości(inne języki) (2020) jako Markus
- Fantastyczne zwierzęta: Tajemnice Dumbledore’a (2022) jako Gellert Grindelwald
- Indiana Jones i artefakt przeznaczenia (2023) jako Doktor Jürgen Voller
- Bękart(inne języki) (Bastarden, 2023) jako Ludvig von Kahlen
- Mufasa: Król lew (2024) jako Kiros (głos)